# Valles Zoque
Los Valles Zoques, también llamada simplemente Valles, es una de las 15 regiones en las que se divide social y económicamente el estado mexicano de Chiapas. Se ubica al oeste del estado, siendo la única región que hace frontera con 2 estados, Oaxaca y Veracruz. La capital regional de Valles Zoque es la ciudad de Cintalapa de Figueroa.

## Historia
En la época precolombina la región fue poblada por grupos mixe-zoqueanos, que más tarde formarían la "nación zoque" esta fue más tarde tributaria del reino chiapaneca hasta la conquista española, tras la cual fue integrada a la provincia de los Zoques y después al partido de la Alcaldía Mayor de Tuxtla; ocasionalmente formó su propio partido, Valle de Jiquipilas llamada así por las localidades de Jiquipila la Grande (hoy Jiquipilas) y Jiquipila la Menor (hoy Ocozocoautla).
Durante la primera división regional con base económica los Valles fueron incluidos dentro de la región Centro, junto a la Metropolitana, Mezcalapa y los Llanos. Tras esta se hizo una nueva regionalización socioeconómica que oficializaba formalmente los Valles Zoque.
A lo largo de la historia de Chiapas como una entidad unida, los municipios de los Valles Zoque han conformado una sola entidad, rara vez separando a Ocozocoautla del resto o agregando al conjunto al municipio de Berriozabal.

## Geografía

### Hidrografía
Valles se ubica en las regiones hidrológicas Grijalva–Usumacinta y Costa de Chiapas; y en las cuencas hidrográficas Río Grijalva–Tuxtla Gutiérrez y De acuerdo a la Regionalización Hidrológica hecha por la Comisión Nacional del Agua, la Subcuenca del río Lagartero o Subcuenca La Punta forma parte de la cuenca del Mar Muerto Mar Muerto.

## Demografía
De acuerdo a los resultado del Conteo de Población y Vivienda, 2010 del INEGI, la población de la región II Valles Zoque es de 197,991 habitantes, 49.77% son hombres 98,577 y 50.23% mujeres 99,414. La población regional representa 4.61% de la población estatal que es de 4’796,580 habitantes. El municipio más poblado es el de Ocozocoautla de Espinosa, 41.44% de la población regional.

### Política
Los Valles coinciden territorialmente con el Distrito electoral local 14 de Chiapas el que se entiende como su equivalente representativo en el Congreso del Estado de Chiapas, a este distrito ocasionalmente se le suma un municipio de la vecina región metropolitana, previamente Berriozábal en la actualidad Suchiapa, debido al gran tamaño de la población de esta última respecto al resto de regiones.
Respecto a su representación en la federación mexicana la región se ve fusionado a la región Istmo-Costa hasta las elecciones de 2018 lo estuvo con La Fraylesca.
Los municipios de los Valles tienen una tendencia electoral a partidos de centro dentro del espectro político mexicano (PRI, PVEM, PCU o PMC) pero la división de estos a nivel local a beneficiado a la izquierda (MORENA y PT.

### Lengua
Del total de la población, 20,182 habitantes (10.19%) son hablantes de alguna lengua nativa de Chiapas, principalmente zoque, pero por razones de migración y reubicación también hay minorías tsotsiles y tseltales, de estos 13,260 (62.70%) habitan en el municipio de Ocozocoautla de Espinosa.
Un gran número de habitantes posee dominio del fraylescano o ladinio pero por burla o vergüenza suele no mencionarse o tomarse en cuenta para cuestiones censales, incluyendo a estas personas dentro los hablantes del español.

## Cultura
Valles forma una frontera y a la vez un puente entre la región de Mezcalapa y la región Fraylesca, donde se fusionan las tradiciones de estas 2 por un lado la zoque y por el otro la fraylescana.

### Fiestas
Las dos mayores fiestas de la región, la Feria de la Candelaria y el Carnaval Zoque Coiteco, celebrados en Cintalapa de Figueroa y Ocozocoautla de Espinosa respectivamente, son celebrados de forma prácticamente simultánea desde finales de enero hasta finales de febrero, en las que se funcionan tradiciones zoques y frailescanas en 2 importantes festividades del estado.